# St-Gervais-St-Protais (Ozenay)

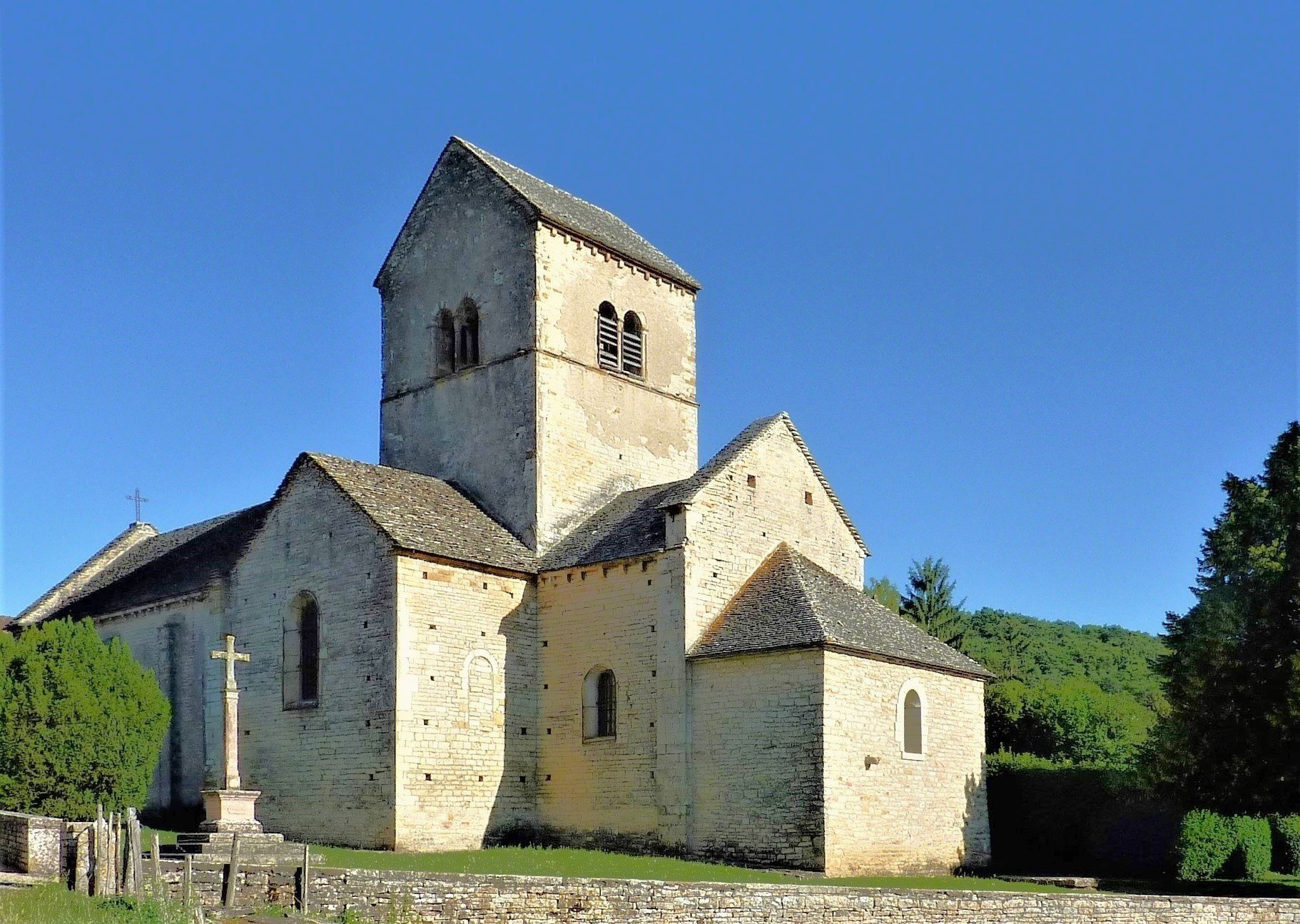
Die Kirche St-Gervais-St-Protais in Ozenay

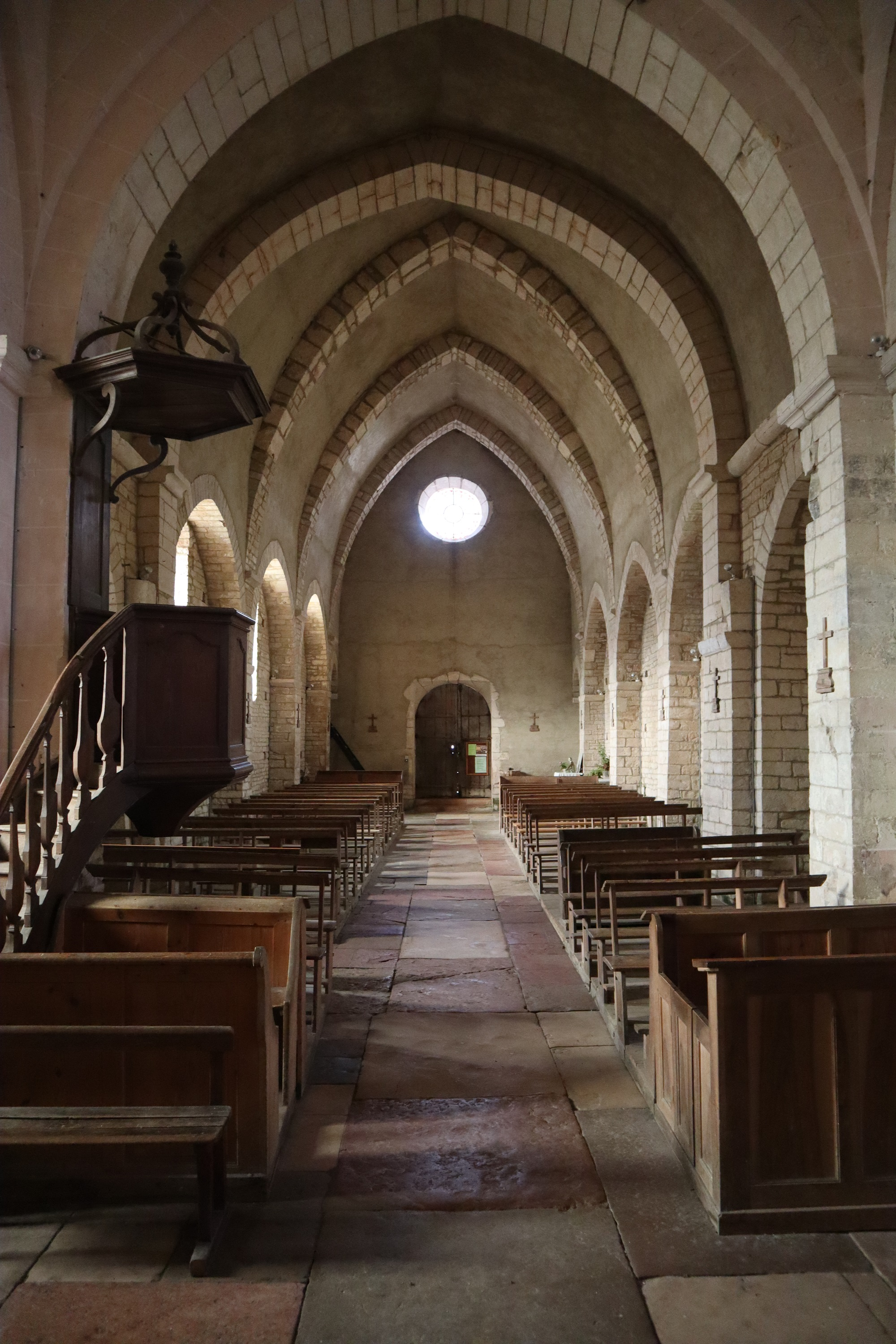
Blick durch das Langhaus nach Westen. Erkennbar die unterschiedliche Zuspitzung des Tonnengewölbes

Die  römisch-katholische Kirche St-Gervais-St-Protais befindet sich in Ozenay im französischen Département Saône-et-Loire. Die Kirche ist seit 1931 als Monument historique klassifiziert.

## Geschichte
Die Kirche mt dem Patrozinium der Märtyrer Gervasius und Protasius wurde durch die Domherren der Kathedrale St-Vincent von Chalon-sur-Saône in zwei Phasen erbaut. Die östlichen Teile der Kirche sind die ältesten und stammen aus der Mitte des 12. Jahrhunderts. Diese erste Bauphase umfasste den Chorraum, das Querschiff und das letzte Joch des Langhauses. Um die Kuppel der Vierung erheben sich vier Spitztonnengewölbe, die von Spitzbögen getragen werden. Die ersten drei deutlich höheren Joche des Langhauses stammen aus dem letzten Viertel des 12. Jahrhunderts und werden von einer stärker zugespitzten Spitztonne überwölbt. Die Wände des Kirchenschiffs sind durch Blendarkaden und Wandpfeiler gegliedert. Im 18. Jahrhundert wurde die Kirche wiederhergestellt, wobei die romanische Halbkreisapsis durch eine gerade geschlossene Apsis ersetzt wurde.

## Ausstattung
Teile der Ausstattung der Kirche sind als Kulturgüter in Frankreich geschützt. Die Predigtkanzel wurde im 18. Jahrhundert aus Eichenholz gefertigt. Ebenfalls aus dieser Zeit stammt die schmiedeeiserne Chorschranke. Ein Altarretabel mit zwei Statuen der heiligen Gervasius und Protasius, Holz und farbig gefasst, sowie einem die Auferstehung darstellenden Gemälde wurde im dritten Viertel des 17. Jahrhunderts gefertigt. Die Einfriedung einer Seitenkapelle aus dem 18. Jahrhundert und eine Skulpturengruppe mit der Jungfrau der Barmherzigkeit aus dem 16. Jahrhundert sind auch denkmalgeschützt.